# UICC
|  | No s'ha de confondre amb SIM. |

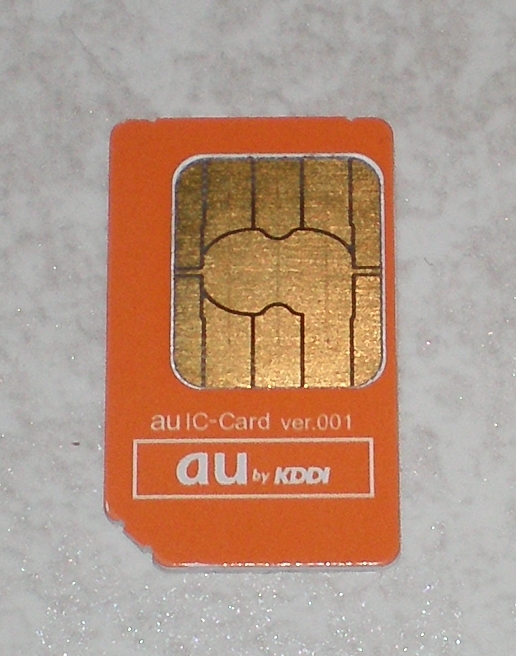
Una targeta UICC.

Les targetes UICC (Universal Integrated Circuit Card) són unes targetes intel·ligents amb xip, usades en telefonia mòbil en xarxes 2G (GSM), 3G (UMTS), 4G (Long Term Evolution) i 5G. Segons l'Institut Nacional d'Estàndards i Tecnologia, les UICC són "targetes de circuit integrat que emmagatzemen de manera segura la Identitat Internacional de l'Abonat a un Mòbil (IMSI) i la clau criptogràfica relacionada, la qual s'utiliza per a identificar i autenticar els subscriptors en dispositius mòbils.
La seva capacitat és d'uns pocs kilobytes, però aquesta ha anat augmentant amb l'implementació de noves tecnologies. Entre les dades que emmagatzemen hi ha l'agenda de telèfons, missatges curts SMS, dades relatives a l'abonat per a identificar-lo en la red, el número de subscriptor (IMSI) associat a aquest, etc. Aquestes targetes consten d'un circuit d'entrada y sortida, a més de tenir CPU, RAM, ROM i EEPROM.
En les xarxes 2G, la targeta SIM i l'aplicació SIM estaven unides, de manera que "targeta SIM" podria significar la targeta física o qualsevol targeta física amb l'aplicació SIM. En les xarxes 3G, és un error parlar d'una targeta USIM, CSIM o SIM, ja que les tres són aplicacions que s'executen en una targeta UICC.